# Hu! Hu, Puchatku
Hu! Hu, Puchatku (ang. Boo to You Too! Winnie the Pooh) – amerykański krótkometrażowy film animowany, wyprodukowany przez Walt Disney Television Animation. Jego światowa premiera odbyła się w USA 25 października 1996 na kanale CBS. Film powstał na podstawie serialu Nowe przygody Kubusia Puchatka i jest to jego specjalny halloweenowy odcinek. W Polsce został wyemitowany tylko raz, w TVP1 4 listopada 2000 roku. Film został ponownie wykorzystany jako retrospekcja w filmie Kubuś i pogromcy goblunów i wydany z nowym dubbingiem 31 października 2021 roku.

## Obsada głosowa
Wersja oryginalna:
- John Fiedler – Prosiaczek (dialogi)
- Steve Schatzberg – Prosiaczek (śpiew)
- Jim Cummings –
  - Kubuś Puchatek,
  - Tygrys
- Peter Cullen – Kłapouchy
- Ken Sansom – Królik
- Michael Gough – Gofer
- John Rhys-Davies – Narrator